# Trichostylium affine
Trichostylium es un género monotípico de musgos hepáticas perteneciente a la familia Aneuraceae. Su única especie: Trichostylium affine, es originaria de Alemania.

## Taxonomía
Trichostylium affine fue descrita por  August Carl Joseph Corda y publicado en Deutschlands Flora, Abtheilung II, Cryptogamie 26–27: 116. 1835.